# Maurerschurz

Schurze in der Variante des Souveräner GrossOrient von Deutschland (SGOvD):
Lehrling (hinten), Geselle (mittig), Meister (vorn)

Freimaurer mit traditionellen Schürzen, hier bei der Grundsteinlegung für eine neue Loge (1909)

Ein Maurerschurz (auch: Schurzfell, Logenschurz) bezeichnet die fast in der ganzen Welt um die Hüfte getragene Kleidung eines Freimaurers und ist Symbol der Arbeit.

## Varianten
In vielen freimaurerischen Systemen ist der Schurz komplett weiß. Die weiße Farbe von Schurz und Handschuhen weisen dabei auf den hohen ethischen Maßstab hin, dem der Maurer sich selbst und sein Handeln unterworfen hat.
In einigen freimaurerischen Systemen ist die Rückseite des Schurzes schwarz und mit einem Totenkopf verziert. Die Symbolik entspricht dabei der des Schachbrettbodens, der die Dualität von Gut und Böse beziehungsweise ethisch angemessenen und ethisch verwerflichen Handlungen repräsentiert.
In manchen Fällen sind die Schurze nur im Lehrlingsgrad weiß und weisen in höheren Graden verschiedenfarbige Einfassungen, Verzierungen, Zeichen und Ähnliches auf. Da Logenmitglieder schon damals ihre Schurze ständig aufbessern wollten, gab es bereits 1731 die erste bekannte Kleiderordnung durch den französischen Wissenschaftler John Theophilus Desaguliers (1683–1744). In europäischen Johannislogen weisen die Schurze häufig eine blaue Einfassung auf und sind mit bis zu drei Bandrosen versehen, welche den jeweiligen Grad des Freimaurers bezeichnen.

## Geschichte
Der älteste noch erhaltene Freimaurerschurz der Melrose Lodge besteht aus festem Leinen.
Da der Schurz ursprünglich dem Schutz bei der Arbeit eines Steinmetzen diente, war dieser Werkschurz häufig aus Leder, reichte bis zu den Knöcheln und hatte eine Klappe mit Knopfloch zu ihrer Befestigung an der Kleidung.  Während der Geselle seine Klappe seinen Fähigkeiten entsprechend an der Kleidung befestigen musste, ließ der Meister sie auf den Schurz herabfallen. Die Stellung der Klappe wird noch heute häufig als Gradabzeichen verwendet.
Aus diesen Werkschurzen entwickelte sich der heutige rein symbolische Maurerschurz, den es seitdem in vielfältigen Varianten gibt.